# Aethioplitops fulvator
Aethioplitops fulvator är en stekelart som först beskrevs av Morley 1919.  Aethioplitops fulvator ingår i släktet Aethioplitops och familjen brokparasitsteklar. Inga underarter finns listade i Catalogue of Life.